# Livio Pin
Livio Pin (Cappella Maggiore, 23 gennaio 1953) è un ex calciatore italiano, di ruolo centrocampista.

## Carriera
Ha militato in Serie A con Perugia, Napoli e Udinese.

## Palmarès
- Coppa Mitropa: 1

Udinese: 1979-1980